# René Depestre
René Depestre (ur. 29 sierpnia 1926 w Jacmel) – haitański pisarz, poeta oraz działacz komunistyczny.

## Życiorys
Od 1945 pracował w redakcji czasopisma Le Ruche, mając silną orientację socjalistyczną. Od 1946 (przejęcie władzy w Haiti przez juntę wojskową) przebywał na emigracji za granicą. W latach 1946–1951 studiował nauki polityczne na Sorbonie. Wydalony z Francji za działalność komunistyczną i antykolonialną, wyjechał w 1951 do Pragi, jednak i tam nie był mile widziany ze względu na antystalinowskie przekonania.
W latach 1952–1978 pracował w Hawanie jako wydawca i wykładowca. Założył tam wydawnictwo Cassa de las Americas. Kilkakrotnie wyjeżdżał do Chin i ZSRR jako reporter, krótko pracował też w Brazylii jako wykładowca literatury francuskiej. W 1959 udał się na Haiti, jednak ponownie zmuszony został do emigracji na Kubę po dojściu do władzy François Duvaliera.
W 1978 wyjechał z Kuby przerywając swe związki z partią komunistyczną i Fidelem Castro, osiadł we Francji, gdzie poświęcił się już tylko pisaniu.
Zadebiutował w 1945 tomem wierszy pt. Eincelles. Opublikował poza tym cały szereg tomów wierszy, utrzymanych w poetyce négritude. Bardzo często wykorzystuje ludowe wierzenia haitańskie (voodoo), często sięga do haitańskiej przyrody, historii. W późniejszych tomikach coraz bardziej skłaniał się ku liryce osobistej, rezygnując z literackich manifestów.
Pisał także powieści, z których najgłośniejszą była Hadrianna moich marzeń, nagrodzona w 1988 Nagrodą Renaudot.
W przekładzie na język polski ukazały się drobne wiersze Depestre'a, zamieszczone w antologiach, m.in. w Antologii poezji afrykańskiej w oprac. W. Leopold i Z. Stolarka, Warszawa 1974. Powieść Harianna moich marzeń ukazała się w 1992 w przekładzie M. Cebo-Foniok.